# Nick Gardewine
 (août 2017).
Nick Gardewine (né le 15 août 1993 à Effingham, Illinois, États-Unis) est un lanceur droitier qui a joué pour les Rangers du Texas dans la Ligue majeure de baseball en 2017 et 2018.

## Carrière
Nick Gardewine est choisi par les Rangers du Texas au 7e tour de sélection du repêchage amateur de 2013.
Il fait ses débuts dans le baseball majeur avec Texas comme lanceur de relève le 22 août 2017.